# Haansoft Linux
Haansoft Linux este o distribuție de Linux bazată pe Red Hat Linux, care a introdus multe din funcționalitățile folosite și în Asianux. Inițial a folosit KDE ca sistem grafic, dar în prezent oferă și Gnome ca alternativă.